# Adeccoligaen 2006
A Adeccoligaen de 2006, contou com a participação de dezesseis equipes, jogando todos contra todos, com a equipe que acumla mais pontos vencendo. Antes da Copa do Mundo, onze rodadas haviam sido disputadas. O torneio foi interrompido, e depois do mundial retornou.
O Strømsgodset venceu a competição, e ascendeu à Tippeligaen junto ao Aalesunds. Strømsgodset não disputava a primeira desde 2001, e o Aalesunds havia sido despromovido em 2005.
Os dois primeiros colocados são automaticamente promovidos para a Tippeligaen. Os quatro últimos são despromovidos para a terceira divisão. O terceiro colocado disputa uma série de play-offs com o décimo segundo colocado da Tippeligaen. 

## Classificação final
| Pos | Equipe                 | J  | V  | E  | D  | GM | GS | SG  | Pts |
| --- | ---------------------- | -- | -- | -- | -- | -- | -- | --- | --- |
| 1   | Strømsgodset           | 30 | 20 | 5  | 5  | 68 | 36 | +32 | 65  |
| 2   | Aalesunds Fotballklubb | 30 | 17 | 9  | 4  | 71 | 35 | +36 | 60  |
| 3   | Bryne                  | 30 | 14 | 10 | 6  | 52 | 44 | +8  | 52  |
| 4   | Hønefoss BK            | 30 | 15 | 6  | 6  | 64 | 47 | +17 | 51  |
| 5   | Bodø/Glimt             | 30 | 14 | 7  | 9  | 65 | 49 | +16 | 49  |
| 6   | Sogndal                | 30 | 11 | 11 | 8  | 43 | 41 | +2  | 44  |
| 7   | Kongsvinger            | 30 | 11 | 10 | 9  | 39 | 42 | -3  | 43  |
| 8   | Moss                   | 30 | 11 | 7  | 12 | 61 | 46 | +15 | 40  |
| 9   | Haugesund              | 30 | 11 | 5  | 14 | 40 | 37 | +3  | 38  |
| 10  | Sparta Sarpsborg       | 30 | 11 | 6  | 13 | 44 | 56 | -12 | 37  |
| 11  | Løv-Ham                | 30 | 8  | 11 | 11 | 38 | 40 | -2  | 35  |
| 12  | Tromsdalen             | 30 | 8  | 11 | 11 | 48 | 52 | -4  | 35  |
| 13  | Pors Grenland          | 30 | 10 | 5  | 15 | 51 | 65 | -14 | 35  |
| 14  | Manglerud Star         | 30 | 7  | 7  | 16 | 47 | 79 | -32 | 28  |
| 15  | Follo                  | 30 | 6  | 7  | 17 | 46 | 76 | -30 | 25  |
| 16  | IL Hødd                | 30 | 4  | 7  | 19 | 29 | 61 | -32 | 19  |

J: Jogos disputados, V: Vitórias, E: Empates, D: Derrotas, GM: Gols marcados, GS: Gols sofridos, SG: Saldo de gols.

## Artilheiros
| Jogador                | Gols | Equipe                          |
| ---------------------- | ---- | ------------------------------- |
| Mattias Andersson      | 19   | Strømsgodset Idrettsforening    |
| Håvard Sakariassen     | 18   | Bryne Fotballklubb              |
| Thomas Sørum           | 15   | Manglerud Star Toppfotball      |
| Mohammed Ahamed        | 15   | Tromsdalen Ungdomsog Idrettslag |
| Dedé Andersson         | 14   | Aalesunds Fotballklubb          |
| Tore Andreas Gundersen | 14   | Kongsvinger IL                  |
| Ørjan Låstad           | 14   | Løv-Ham Fotball                 |
| Lars Lafton            | 14   | Hønefoss BK                     |
| Randall Brenes         | 13   | Fotballklubben Bodø/Glimt       |

## Repescagem
O Bryne, terceiro colocado da Adeccoligaen, disputou uma série de play-offs contra o Odd Grenland, décimo segundo da Tippeligaen. O Odd venceu com um placar acumulado de 10-1.
- Primeira partida: Odd Grenland 3-0 Bryne - Odd Stadion, Skien, público de 5.363 espectadores.
- Segunda partida: Bryne 1-7 Odd Grenland - Bryne Stadion, Bryne, público de 3.014 espectadores.